# Teviornis
Teviornis is een geslacht van uitgestorven vogels uit het Laat-Krijt van de huidige Gobiwoestijn in Mongolië. Er is één soort bekend: Teviornis gobiensis. De soortaanduiding is dan ook vernoemd naar de woestijn.
Teviornis leefde in het Maastrichtien aan het eind van het Laat-Krijt, zo'n 70 miljoen jaar geleden en is bekend van fossielen uit de Nemegtformatie in Gobi, Zuid-Mongolië.
De fossielen omvatten alleen het holotype, dat bestaat uit stukken van een verbrijzelde rechtervoorpoot. Deze stukken omvatten een bijna complete rechtercarpometacarpus, twee vingerkootjes, het spaakbeen en de ellepijp van de pols en een fragment van het distale opperarmbeen. Het catalogusnummer van deze fossielen wordt meerdere keren gegeven als PIN 4499-1, maar ze worden vermeld als PIN 44991-1 op pagina 3, waar het holotype formeel wordt vermeld. De fossielen werden gevonden in de vindplaats Gurilyn tsav, noordwestelijke hoek van Umnogobi Aimak, Mongolië.
De geslachtsnaam Teviornis is het Griekse mannelijke woord voor 'vogel' gecombineerd met de naam van Victor Tereschenko, de paleontoloog bij PIN die het exemplaar ontdekte. Gobiensis verwijst naar de Gobiwoestijn waarin het fossiel is gevonden. De fossielen bevinden zich in de collectie van het Paleontologisch Instituut, Russische Academie van Wetenschappen in Moskou.
Teviornis werd door Kurochkin et al. beschreven als een lid van de Presbyornithidae. Dit waren hoogbenige anseriforme watervogels die uitgestorven zijn, maar die floreerden tijdens het Laat-Krijt en het Paleogeen. Als Teviornis inderdaad tot de Presbyornithidae behoort, dan is er bewijs, samen met Vegavis uit Antarctica, dat verwanten van de huidige watervogels al wijdverspreid en zeer apomorf waren aan het eind van het Mesozoïcum.
Een herziening van Kurochkin et al. werd uitgevoerd door Clarke en Norell in 2004. Zij concludeerden dat sommige van de kenmerken die door Kurochkin et al. werden gebruikt om Teviornis gobiensis aan de Anseriformes toe te wijzen, zoals een metacarpaal III zonder boog, plesiomorfieën zijn die primitief zijn voor Avialae en ook worden aangetroffen bij sommige leden van Ornithurae. Zij vonden dat de overige door Kurochkin et al. gebruikte kenmerken ook een bredere verspreiding hadden dan werd aangenomen, of een onvolledig bestudeerde verspreiding. Bovendien vonden Clarke et al. geen synapomorfieën van Aves (sensu Gauthier), Neognathae, of Galloanserae, bewaard in PIN 4499-1. Dus, concluderen ze, kan Teviornis niet met zekerheid worden toegewezen aan de Presbyornithidae.